# Grundsjön (Åsele socken, Lappland)
Grundsjön är en sjö i Åsele kommun i Lappland och ingår i Gideälvens huvudavrinningsområde. Sjön har en area på 0,365 kvadratkilometer och ligger 409,3 meter över havet.

## Delavrinningsområde
Grundsjön ingår i det delavrinningsområde (713687-158930) som SMHI kallar för Ovan Siksjöbäcken. Medelhöjden är 420 meter över havet och ytan är 68,06 kvadratkilometer. Det finns inga avrinningsområden uppströms utan avrinningsområdet är högsta punkten. Tunnersjöbäcken som avvattnar avrinningsområdet har biflödesordning 2, vilket innebär att vattnet flödar genom totalt 2 vattendrag innan det når havet efter 199 kilometer. Avrinningsområdet består mestadels av skog (64 procent) och sankmarker (24 procent). Avrinningsområdet har 3,15 kvadratkilometer vattenytor vilket ger det en sjöprocent på 4,6 procent.